# والرن ایم بورگنلند
والرن ایم بورگنلند (به آلمانی: Wallern im Burgenland) یک منطقهٔ مسکونی در اتریش است که در ناحیه نویزیل آم زی واقع شده‌است. والرن ایم بورگنلند ۱٬۹۰۱ نفر جمعیت دارد.